# Irgalmas szamaritánus (Luce-kép)
Az Irgalmas szamaritánus (Le bon samaritain) Maximilien Luce francia festő alkotása.
Luce impresszionista festőként kezdte pályafutását, majd az 1880-as években két művészbarátja, Léo Gaussoné és Émile-Gustave Cavallo-Péduzzi ismertette meg a Georges Seurat által kifejlesztett pointillizmussal, és ő is ebben a stílusban kezdett alkotni, célja a fény erőszakos hatásainak megragadása volt. A pointilisták nem keverték a színeket, hanem apró, külön álló pontokban, foltokban vittek fel tiszta színeket a vászonra, amelyek a szemlélő tekintetében álltak össze árnyalatokká. Luce legtisztább pointilista korszaka 1887 és 1897 között volt.
Ennek a korszaknak a vége felé, 1896-ban festette az Irgalmas szamaritánust. A 76,2 × 101,6 centiméteres olajfestmény az irgalmas szamaritánus bibliai történetét ábrázolja, az öltözetek által kortárs környezetbe helyezve. A több magángyűjteményt és árverést megjáró festmény 2011. november 2-án került kalapács alá ismét a Christie’s aukcióján. Előzetesen úgy becsülték, hogy Luce festménye 80 ezer és 120 ezer dollár között kel el, végül az inkognitóját megtartó vevő 134 ezer 500 dollárt fizetett érte.